# 75 f.Kr.

## Händelser

### Efter plats

#### Romerska republiken
- Tribunen Quintus Opimius höjer rösten mot Sullas restriktioner mot tribunatet och är därvid mycket sarkastisk mot de konservativa.
- Cicero blir quaestor i Rom.
- Nikomedes IV av Bithynien överlämnar vid sin död sitt rike till Rom. Då Mithridates VI av Pontos ogillar detta förklarar han krig mot Rom och invaderar Bithynien, Kappadokien och Paflagonien, vilket inleder det tredje mithridatiska kriget.
- Marcus Aurelius Cotta besegras av Mithridates VI i slaget vid Chalcedon.

### Efter ämne

## Födda
- Gaius Asinius Pollio, romersk orator, poet och historiker (född detta eller föregående år)

## Avlidna
- Nikomedes IV, kung av Bithynien sedan 94 f.Kr. (född detta eller nästa år)